# 普里別列日涅 (魯任區)
49°41′51″N 29°10′4″E / 49.69750°N 29.16778°E
普里別列日涅（烏克蘭語：Прибережне）是位於烏克蘭北部日托米爾州裏別爾季切夫區的村莊，面積1.63平方公里，海拔高度216米，2001年人口544，人口密度每平方公里333.13人。